# Librem 5
Il Librem 5 è uno smartphone prodotto da Purism, parte della linea di prodotti Librem. Il dispositivo è stato progettato per fare uso di software libero ovunque possibile, per questo motivo viene venduto con PureOS, un sistema operativo per dispositivi mobili basato su Linux non modificato (mainline), e al 2021 è l'unico smartphone consigliato dalla Free Software Foundation. Come il resto dei dispositivi Librem, anche il Librem 5 è incentrato sulla privacy e la libertà di utilizzo, include alcuni interruttori di sicurezza fisici e componenti facilmente sostituibili. Il «5» nel nome non si riferisce a un'edizione del dispositivo, ma alla diagonale del suo schermo. Dopo essere stato annunciato il 24 agosto 2017, durante il corso del 2019 e del 2020 sono stati distribuiti alcuni modelli per sviluppatori e per la stampa, mentre la produzione in massa è stata avviata il 18 novembre 2020.